# Thyrsodium
Thyrsodium  es un género de plantas con trece especies,  perteneciente a la familia de las anacardiáceas.

## Taxonomía
El género fue descrito por Salzm. ex Benth. y publicado en Hooker's Journal of Botany and Kew Garden Miscellany 4: 17. 1852.  La especie tipo no ha sido designada. 

## Especies
| - Thyrsodium africanum - Thyrsodium bolivianum - Thyrsodium dasytrichum - Thyrsodium giganteum - Thyrsodium guianense - Thyrsodium herrerense | - Thyrsodium paraense - Thyrsodium puberulum - Thyrsodium rondonianum - Thyrsodium salzmannianum - Thyrsodium schomburgkianum - Thyrsodium spruceanum - Thyrsodium subglabrum |